# 6. Königlich Bayerische Infanterie-Brigade
Die 6. Infanterie-Brigade war ein Großverband der Bayerischen Armee. Das Brigadekommando stand in Landau.
1914 war die Brigade Teil der 3. Division. Ihr unterstanden folgende Einheiten:
- 17. Infanterie-Regiment „Orff“ in Germersheim
- 18. Infanterie-Regiment „Prinz Ludwig Ferdinand“ in Landau
- Bezirkskommando Neustadt an der Hardt

Die Brigade wurde zu Beginn des Ersten Weltkrieges im Rahmen der 6. Armee an der Westfront eingesetzt.

## Kommandeure
| Dienstgrad      | Name                              | Datum                                                          |
| --------------- | --------------------------------- | -------------------------------------------------------------- |
| Generalmajor    | Clemens von Joner auf Tettenweis  | 08. Januar 1869 bis 22. März 1870                              |
| Generalmajor    | Börries von Wissell               | 24. Juli 1870                                                  |
| Oberst          | Hugo Diehl                        | 15. September bis 3. Oktober 1870 (mit der Führung beauftragt) |
| Generalmajor    | Hugo von Diehl                    | 04. Oktober 1870 bis 23. April 1873                            |
| Generalmajor    | Gustav von Mühlbauer              | 24. April 1873 bis 26. November 1875                           |
| Generalmajor    | Heinrich von Wirthmann            | 1875 bis 1884                                                  |
| Generalmajor    | Carl von Gropper                  | 1884 bis 1886                                                  |
| Generalmajor    | Karl von Hoffmann                 | 22. November 1886 bis 8. Mai 1890                              |
| Generalmajor    | Adolar Bresselau von Bressensdorf | 09. Mai 1890 bis 22. Oktober 1895                              |
| Generalmajor    | Hermann Leeb                      | 1895 bis 1898                                                  |
| Generalmajor    | Ernst Bayl                        | 1898 bis 1901                                                  |
| Generalmajor    | Siegmund von Weech                | 1901                                                           |
| Generalmajor    | Georg Prand                       | 1901 bis 1902                                                  |
| Generalmajor    | Hermann Gemmingen von Massenbach  | 1902 bis 1905                                                  |
| Generalmajor    | Ludwig Naegelsbach                | 1905                                                           |
| Generalmajor    | Johann Langhäuser                 | 17. Oktober 1905 bis 1908                                      |
| Generalmajor    | Heinrich Meyer                    | 18. November 1908 bis 1910                                     |
| Generalmajor    | Franz von Zech auf Neuhofen       | 22. September 1910 bis 1912                                    |
| Generalmajor    | Leonhard Mark                     | 1912 bis 1913                                                  |
| Generalmajor    | Eugen Ritter von Clauß            | 17. Dezember 1913 bis 28. September 1916                       |
| Generalleutnant | Gustav von Heydenaber             | 29. September bis 22. Dezember 1916                            |
| Oberst          | Karl Graßmann                     | 22. Dezember 1916 bis 7. Juli 1917                             |
| Oberst          | Peter Hauser                      | 07. Juli 1917 bis Kriegsende                                   |